# The New York Times
The New York Times, традиционная транскрипция — «Нью-Йорк таймс» (в переводе с англ. — «Нью-Йоркские времена») — американская ежедневная газета, издающаяся в Нью-Йорке с 18 сентября 1851 года.
Третья по тиражу газета в стране после USA Today и The Wall Street Journal и 40-я в мире. Веб-сайт «Нью-Йорк таймс» считается одним из самых популярных новостных сайтов с посещаемостью 30 миллионов человек в месяц. Слоганом газеты является фраза «Все новости, достойные печати» (англ. All the News That’s Fit to Print). С середины 1970-х годов газета существенно расширила тематику и изменила структуру информации, добавив специальные еженедельные секции на различные темы, которые дополняют обычные новости, редакционные статьи, новости спорта. Позже она была поделена на рубрики: «Новости», «Отзывы», «Бизнес», «Спорт», «Наука», «Искусство», «Стиль», «Дом», «Новости Нью-Йорка» и другие. «Нью-Йорк таймс» оставалась газетой большого формата (другие газеты изменили свой формат и перешли на формат таблоида) с 8-мью колонками на протяжении нескольких лет, в то время как большинство газет сократило количество колонок до 6-ти. Также «Нью-Йорк таймс» была одной из последних газет, которая стала использовать цветную фотографию, особенно на первой странице.

## История

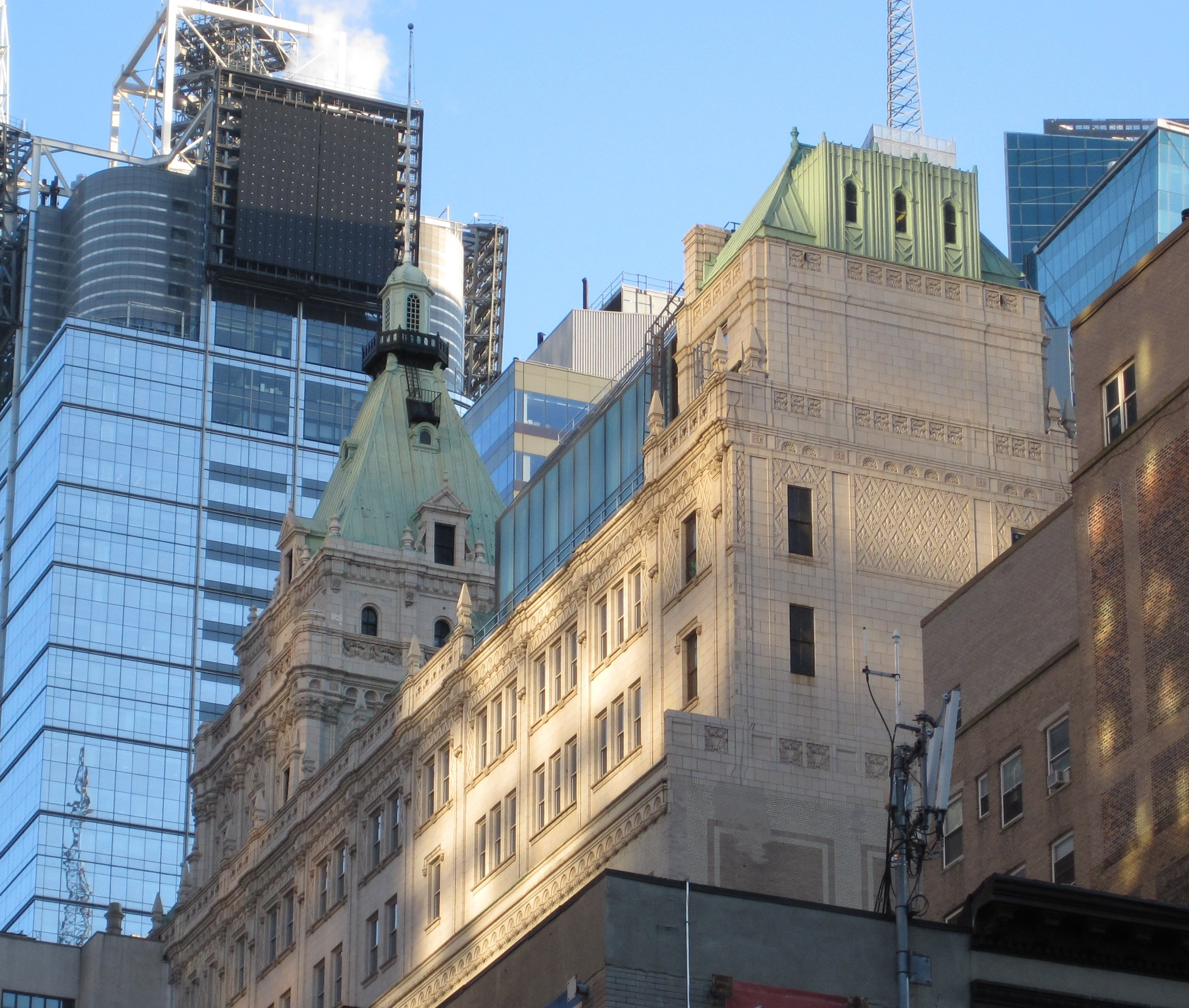
— здание штаб-квартиры газеты c 1913 по 2007 годы

«Нью-Йорк таймс» была основана как New-York Daily Times 18 сентября 1851 года журналистом и политиком Генри Джарвисом Рэймондом (1820—1869), позже членом Партии вигов и вторым председателем Республиканского национального комитета, и бывшим банкиром Джорджем Джонсом. Вскоре они продали газету за копейки (сегодняшний эквивалент равняется 28 центам).
Газета укоротила своё название до The New-York Times в 1857 году. В 1890-х годах дефис в названии города был убран. 21 апреля 1861 года, «Нью-Йорк таймс» отошла от своего первоначального расписания выпуска публикаций «понедельник — суббота» и присоединилась к другим крупным ежедневным газетам, добавив ещё тираж в воскресенье и предложив ежедневное освещение темы гражданской войны.
Главный офис «Нью-Йорк таймс» был атакован во время призывного бунта в Нью-Йорке, спровоцированного началом призыва на обязательную военную службу в армии северян в разгаре Гражданской войны 13 июля 1863 года.
Влияние газеты возросло в период с 1870—1871 года, когда она опубликовала серию статей о разоблачении Уильяма Твида, главы городской Демократической партии — известной в городе как Tammany Hall — что привело к концу господства в мэрии Нью Йорка Tweed Rings. В 1880-х «Нью-Йорк таймс» постепенно отходит от редакционной поддержки кандидатов Республиканской партии, чтобы стать более политически независимой и аналитической газетой; в 1884 году демократ Гровер Кливленд (бывший мэр Буффало и губернатор штата Нью-Йорк) в своей первой президентской кампании поддерживает газету. Хотя этот переход стоил The New York Times потери читателей, среди которых консерваторы, бизнес-ориентированные читатели, читатели высших слоёв, но в конечном итоге газета восстановила количество читателей в течение нескольких лет и медленно приобрела репутацию справедливой и беспристрастной газеты, особенно в 1890-х годах под руководством нового владельца, издателя, Адольфа Окса из города Чаттануга, штат Теннесси.

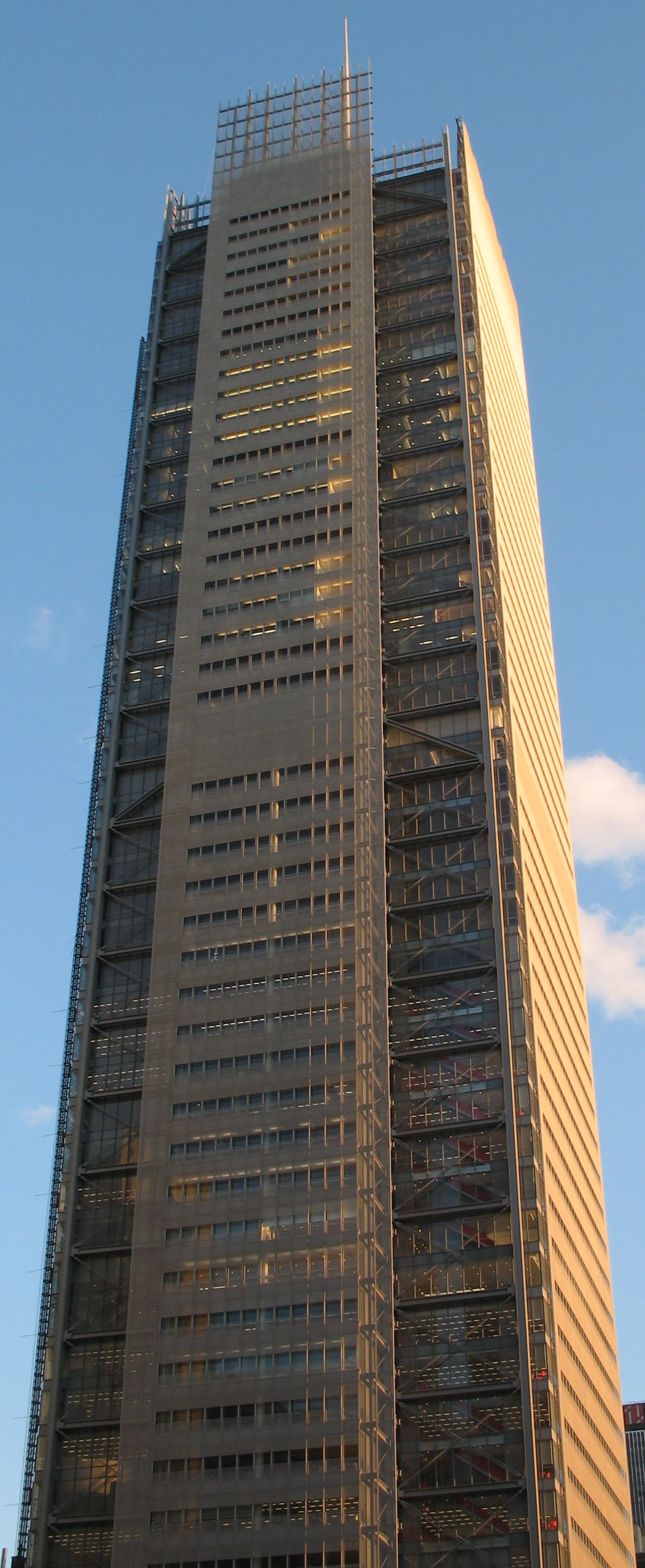
Нью-Йорк-Таймс-билдинг — новое здание штаб-квартиры газеты на Манхэттене (c 2007 года, архитектор Ренцо Пиано)

«Нью-Йорк таймс» была приобретена Адольфом Оксом, издателем Chattanooga Times, в 1896 году. В следующем году он придумал слоган газеты: «У нас все новости, которые можно напечатать» (англ. All the News That’s Fit to Print), которая располагается в левом верхнем углу на первой странице газеты на протяжении следующих 120 лет. Это было ударом для газет-конкурентов, таких как газета Джозефа Пулитцера New York World и Уильяма Рендольфа New York Journal, которые были известны в то время, как мрачные, сенсационные и с наличием ошибочных мнений и фактов, известных в конце столетия как «жёлтая пресса» (жёлтая журналистика). Под руководством Окса, продолжая и расширяя традиции Генри Раймонда (которые были ещё со времён Джеймса Гордона Беннета в New York Herald, который предшествовал появлению в Нью Йорке Пулицера и Хёрста) «Нью-Йорк таймс» достигла международного влияния, укрепила репутацию и увеличила тиражи. В 1904 году «Нью-Йорк таймс» получила с борта пресс-корабля «Хаймун» первый репортаж по радиотелеграфу, отчёт об уничтожении Императорского Русского Балтийского флота в битве при Порт Артуре в проливе Цусима — одном из наиболее важных, изменивших историю, военно-морских сражений. В 1910 году начали доставлять «Нью-Йорк таймс» по воздуху в Филадельфию. Первая трансатлантическая доставка по воздуху — дирижаблем в Лондон, произошла в 1919 году. В 1920 номера спецвыпуска 4 A.M. Airplane Edition были отправлены самолётом в Чикаго для того, чтобы делегаты от Республиканской партии получили их вечером того же дня.
В 1940-х гг. газета «Нью-Йорк таймс» продолжила расширять свой охват и масштаб. В 1942 году регулярно начали появляться кроссворды (), а в 1946 году появился и раздел моды. Международная версия «Нью-Йорк таймс» начала издаваться в 1946 году. В 1967 году Международное издание перестало выпускаться по причине того, что «Нью-Йорк таймс» присоединилась к владельцам New York Herald Tribune и The Washington Post, и стала совладельцем International Herald Tribune в Париже. В 2007 году «Вашингтон пост» продала свою долю акций и единственным собственником газеты (которая с 2007 г. называется «Интернэшнл Нью-Йорк Таймс») стала компания «Нью-Йорк таймс». В 1946 году газета купила АM-радиостанцию WQXR (1560 кГц, продана New York Public Radio в 2007 году), и станцию WQXR, которая под именем WQXR-FM вещала на частоте 96,3 МГц. Радиостанции под общим названием «The Radio Station of The New York Times» транслировали классическую музыку на обеих частотах до декабря 1992 года, когда биг-бэнд и стандартные музыкальные форматы станции WNEW-AM (сейчас WBBR/«Bloomberg Radio») перешли с частоты 1130 кГц на 1560 кГц. Радиостанция WQXR стала называться WQEW. К началу XXI века «Нью-Йорк таймс» сдала WQEW в аренду ABC Radio с его форматом Radio Disney . Окончательно компания Дисней стала владельцем WQEW в 2007 году. 14 июля 2009 года было объявлено, что WQXR-FM была продана WNYC, которая 8 октября 2009 года перевела станцию на волну 105,9 FM и начала использовать её в качестве некоммерческой.
В 2009 году New York Times, третья по тиражу газета в США после USA Today и The Wall Street Journal. Газета принадлежит The New York Times Company, в которой потомки Адольфа Окса (в особенности семья Сульцбергер) играют доминирующую роль. В 2009 году тираж газеты упал на 7,3 процента до 928 000 экземпляров; это первый раз с 1980 года, когда тираж опускается до отметки ниже одного миллиона. 26 декабря 2010 года было сообщено, что тираж газеты в будние дни составил 906 100 экземпляров и 1 356 800 экземпляров по воскресеньям. В Нью-Йоркской агломерации газета стоит $ 2.50 с понедельника по субботу и $ 5 в воскресенье. Газета «Нью-Йорк таймс» имеет не только свою штаб-квартиру, но также 16 бюро новостей в Нью-Йоркской агломерации, 11 национальных информационных бюро и 26 зарубежных информационных бюро. C 1922 г. газета имела своего представителя в советской Москве, однако с 1940 по 1945 гг. и с 1947 по 1949 гг. московское бюро было закрыто. В середине 1950-х гг. в московском бюро издания стали работать два корреспондента. «Нью-Йорк таймс» сократила ширину страницы до 12 дюймов (300 мм) с 13,5 дюймов (340 мм), приняв 6 августа 2007 года ширину, которая стала стандартным форматом для всех газет США. Из-за неуклонного снижения продаж печатного варианта и роста интернет вариантов средств массовой информации и социальных медиа, газета переживает сокращения персонала в течение нескольких последних лет.
В апреле 1992 года вышел первый номер «Нью-Йорк Таймс. Недельное обозрение» на русском языке — это было совместное предприятие газеты с «Московскими новостями». На момент закрытия еженедельника в январе 1994 года у неё была 31 тыс. подписчиков, но успешным этот бизнес не стал.

### Здания штаб-квартиры

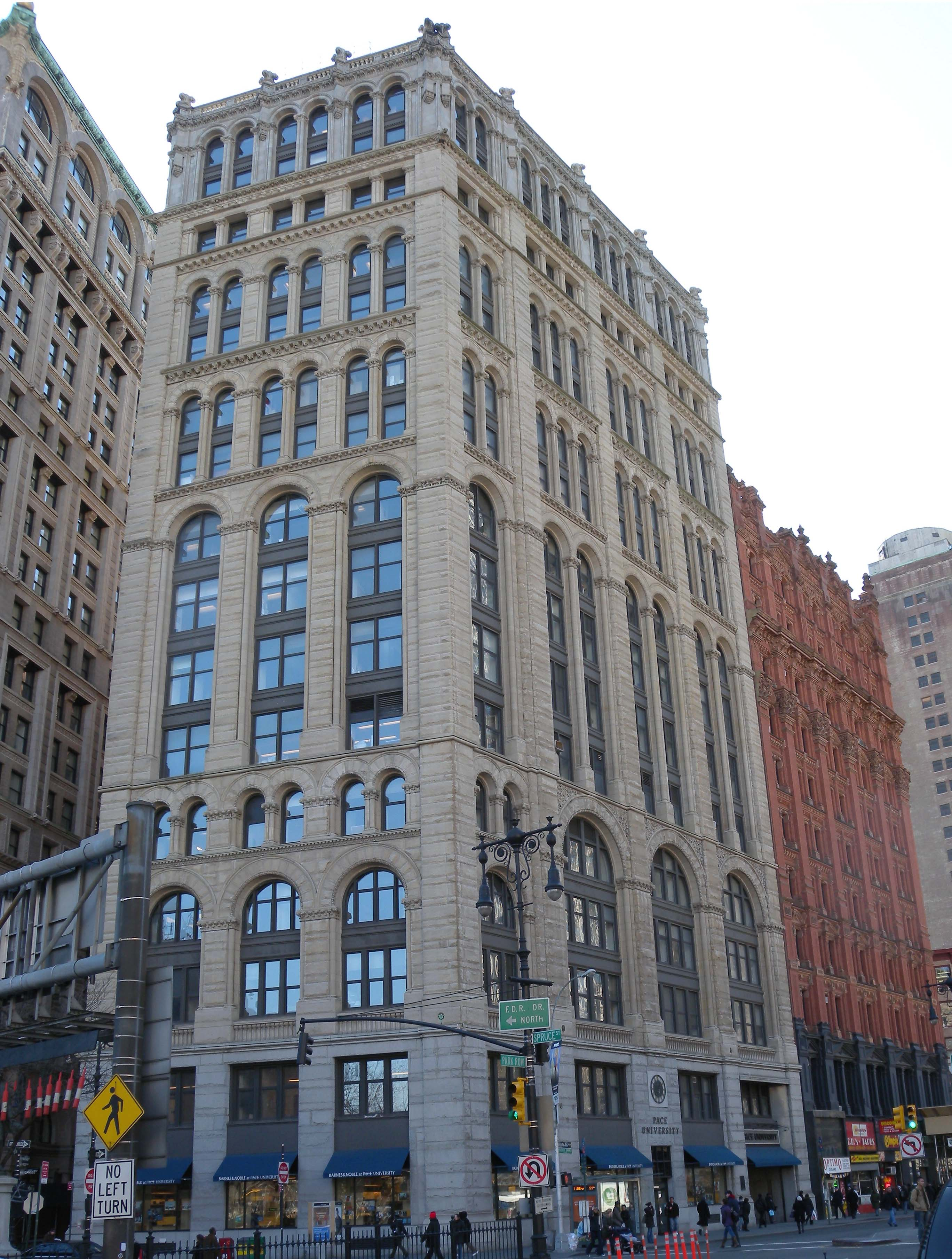
Нью-Йорк-таймс-билдинг (Парк-Роу, д. 41), где редакция располагалась в 1899—1903 гг.

Первое здание газеты было расположено по адресу Нассо-стрит, д. 113, в Нью-Йорке. В 1854 году газета переехала в д. 138 на той же улице, а в 1858 году — в Нью-Йорк-таймс-билдинг на Парк-Роу, д. 41, что сделало «Нью Йорк Таймс» первой газетой, которая была расположена в здании, построенном специально для этой цели. В 1904 году газета переехала в Times Tower, расположенный на 1475 Broadway, в районе под названием Лонгэйкр-сквер (англ. Longacre Square), который позже был переименован в известный Таймс-сквер в честь газеты.
Здание также отличается электронной новостной лентой, известной и именуемой в народе как «Молния» (The Zipper), на которой снаружи здания появляются различные заголовки. Этот метод всё ещё используется, но в настоящее время управляется информационным агентством Рейтер. После девяти лет пребывания офиса в башне газеты Таймс-сквер была построена дополнительная постройка на 229 West 43rd Street. После нескольких расширений, в 1960 году здание на 43-й Street стало главной штаб квартирой газеты, и Times Tower на Бродвее был продан в следующем году. Он служил главным зданием типографии газеты до 1997 года.
Десять лет спустя, «Нью-Йорк таймс» перевела свой отдел новостей и штаб-квартиру из Западной 43-й улицы в сверкающую новую башню на 620 Восьмой авеню между Западной 40-й и 41-й улицами, на Манхэттене — прямо напротив Восьмой авеню. Новая штаб-квартира для газеты, официально известная как «The New York Times Building», но неофициально называется многими жителями Нью-Йорка как новая «Times Tower», является небоскрёбом, который был построен по проекту Ренцо Пьяно.

### Владелец
В 1896 году Адольф Окс купил убыточную газету «Нью-Йорк таймс» и организовал New York Times Company. С тех пор была основана одна из знаменитых газетных династий Окс-Сульцбергер. В 1960 году, после того как издатель газеты стал публичной компанией, семья продолжает контролировать газету, имея в собственности контрольный пакет акций класса Б. Владельцы акций класса А имеют ограниченное право голоса. Такая двойная система позволяет владельцам продолжать контролировать компанию после того, как она стала публичной. Семье Окс-Сульцбергеров принадлежит 88 % акций класса Б. Любое изменение, проводящееся в структуре компании, газеты, должно проводится и быть ратифицированным 6 из 8 директоров, которые пользуются доверием семьи. Членами правления являются: Daniel H. Cohen, James M. Cohen, Lynn G. Dolnick, Susan W. Dryfoos, Michael Golden, Eric M. A. Lax, Arthur O. Sulzberger, Jr. and Cathy J. Sulzberger.
Тёрнер Катледж, главный редактор «Нью-Йорк таймс» с 1952 по 1968, хотел скрыть влияние владельцев. Артур Сульцбергер регулярно писал записки своему редактору, каждая из которых содержала предложения, инструкции, жалобы и заказы. Если бы Катледж получал эти заметки, он смог бы стереть личность издателя в прах, прежде чем передать их своим подчинённым. Катледж думал, что если он удалил имя издателя из записок, то это защитит журналистов от чувства давления со стороны владельца.

### Кредиты и инвестиции
20 января 2009 «Нью-Йорк таймс» анонсировал, что Карлос Слим, мексиканский телекоммуникационный магнат и 2-й самый богатый человек в мире, дал 250$ миллионов займа газете «для того, чтобы помочь газете финансировать его бизнес». С того времени, Слим сделал дополнительные инвестиции в акции «Таймс»; ссылаясь на Рейтер, его позиция на 6 октября 2011 достигла отметки в 8,1 % владения акциями класса А.

## Содержание газеты
Газета состоит из трёх разделов:
1. Новости: международные, национальные, столичные, бизнес, технологии, наука, здоровье, спорт, метрополитен, образование, погода и некрологи;
2. Мнения: редакционные статьи, нередакционные статьи, письма в редакцию;
3. Развлечения: искусство, кино, театр, путешествия, гид по Нью-Йорку, еда и вино, дом и сад, мода и стиль, кроссворд.

Некоторые разделы газеты, такие как «Метрополитен», можно найти только в изданиях, которые печатаются только в Нью Йорке — Нью Джерси — Коннектикуте, а не в национальных изданиях или в Вашингтоне. Помимо еженедельной сводки переизданий карикатур из других газет, New York Times не имеет своего собственного персонала аниматоров (карикатуристов), и не имеет страницы комиксов или раздела «Комиксы» в воскресном выпуске. В сентябре 2008 года «Нью-Йорк Таймс» объявила, что она будет объединять некоторые рубрики в изданиях, напечатанных в районе Нью-Йорка.
Проведённые изменения: переместили (убрали) раздел «Метрополитен» в основной раздел «Международные новости/Национальные новости» и также объединили разделы Спорта и Бизнеса (кроме периода с субботы до понедельника, когда спорт всё равно печатается в качестве отдельного раздела). Объединения разделов, используемые «Нью-Йорк таймс», позволяют печатать четыре раздела одновременно; так как газета включает более четырёх разделов во все дни, кроме субботы, секции должны быть напечатаны отдельно в начале тиража и должны быть объединены. Изменения позволяют «Нью-Йорк таймс» печатать номера в четырёх разделах с понедельника по среду, в дополнение к субботе. В марте 2014 года, Ванесса Фридман была названа «директором моды и главным критиком моды» «Нью-Йорк таймс».

### Стиль
При обращении к читателям, «Нью-Йорк таймс» как правило, использует почтительное, уважительное обращение. «Нью-Йорк таймс» была одной из последних газет, которая одобрила цветную фотографию; и первая цветная фотография на первой странице появилась 16 октября 1997 года. В отсутствие значительного, важного заголовка, наиболее важное событие или история за день обычно появляется в верхней правой колонке на главной странице. Шрифты, которые используются для заголовков — это различные варианты Cheltenham. Бегущий текст печатается шрифтом Imperial, размером 8,7 пункта.
Войдя в список крупнейших американских газет десятилетия, в который вошли также USA Today, The Wall Street Journal и The Washington Post, 18 июля 2006 года «Нью-Йорк таймс» объявила, что она уменьшает размер ширины своей газеты до шести дюймов. В эпоху уменьшения количества тиража и значительных потерь доходов от рекламы для большинства печатных версий американских газет это изменение приведёт к уменьшению площади бумаги, используемой газетой для новостей, на 5 %, а также позволит компании ежегодно экономить $ 12 млн. Вскоре газета сменила формат и перешла от традиционных 54 дюймов (1,4 м) широкоформатного стиля к более компактной 48-дюймовой версии (12-дюймовой ширине страницы).
«Нью-Йорк таймс» напечатала объявление демонстрационной рекламы на первой странице 6 января 2009 года, нарушая традицию газеты. Реклама для CBS была цветной и на всю ширину страницы. Газета пообещала, что она будет размещать рекламу на 1-й странице только на нижней её половине.
В августе 2014 года «Нью-Йорк таймс» решила увеличить количество использования термина «пытка» в статьях, рассказах о суровых допросах, отходя от предыдущих описаний допросов как «суровые» или «жестокие».

### Интернет-версия
Интернет издание «Нью-Йорк таймс» появилось в 1996 году (домен nyt.com был зарегистрирован в 1988 г. как адрес электронной почты ещё в 1988 г. журналистом издания Джон Маркофф. От него отказались в пользу более длинного nytimes.com, созданного редактором научного отдела и обозревателем по персональным компьютерам издания Питера Льюиса из-за нежелания путать читателей с сайтом New York Telephone. Газета получила домен, пообещав возместить сотруднику уплаченные 35 долл. регистрационного сбора, чего по состоянию на январь 2025 г. сделано не было. Домен nyt.com был отдан Маркоффом при условии, что ему сохранят его электронную почту, markoff@nyt.com), занимает одно из ведущих мест и является топовым веб-сайтом. Для доступа к части материалов требуется регистрация, хотя этот процесс можно обойти в некоторых случаях через Таймс RSS-каналы. На март 2005 года просмотр страниц веб-сайта составил 555 млн. Домен nytimes.com привлёк внимание по крайней мере 146 миллионов посетителей ежегодно по данным за 2008 год, согласно исследованиям Compete.com. Веб-сайт «Нью-Йорк таймс» занимает 59-е место по количеству уникальных посетителей, с более чем 20 миллионами уникальных посетителей на март 2009 года, что делает его самым посещаемым сайтом из всех газет. Кроме того, по состоянию на май 2009 года, nytimes.com произвёл 22 из 50 самых популярных блогов газет.
В сентябре 2005 года газета решила начать сервис на основе подписок на ежедневные колонки в программе, известной как Times Select, что позволило охватить ранее свободные столбцы. До того времени, как программа была устранена, Times Select стоил $ 7,95 в месяц или $ 49,95 в год, хотя также печатная электронная копия была бесплатна для подписчиков, студентов и преподавателей. 17 сентября 2007 года Нью-Йорк Таймс объявил, что прекращает взимать плату за доступ к частям своего веб-сайта. В дополнение к открытию почти всего сайта для всех читателей, «Нью-Йорк таймс» разрешил доступ к новостному архиву с 1851 года по 1922 год. Доступ к разделу Премиум Кроссворды по-прежнему предлагает вам либо доставку на дом или подписки на $ 6,95 в месяц или $ 39,95 в год.
«Нью-Йорк таймс» была разработана для iPhone и iPod touch в 2008 году, а в 2010 году для устройств ipad. «Нью-Йорк таймс» являлась также первой газетой, которая предлагала видеоигры как часть редакционных материалов. В 2010 году с помощью программы reCAPTCHA были оцифрованы старые издания «Нью-Йорк таймс».
В 2012 году «Нью-Йорк таймс» представила новостной сайт на китайском языке, cn.nytimes.com. 15 октября New York Times объявила, что она добавит новостной сайт на португальском языке в следующем году. В марте 2013 года, «Нью-Йорк таймс» и Канадская государственная служба кинематографии объявили о партнёрстве под названием «A Short History of the Highrise», который создаст четыре короткометражных документальных фильмов для интернета о жизни в высотных зданиях в рамках проекта Highrise. Третий проект в серии, A Short History of the Highrise, выиграл премию Пибоди в 2013 году.
Сайт газеты был взломан 29 августа 2013 года Сирийской электронной армией, группой хакеров, которая поддерживает правительство президента Сирии Башара аль-Асада. При производстве газеты используется, наряду с коммерческим, и свободное программное обеспечение.

### Мобильная версия
«TheTimes Reader» — это цифровая версия «Нью-Йорк таймс». Она была создана благодаря сотрудничеству между газетой New York Times и Microsoft. The Times Reader принимает принципы журналистской печати и применяет их к вещанию в режиме онлайн. The Times Reader использует ряд технологий, разработанных Microsoft и их командой Windows Presentation Foundation. Технологии были представлены в апреле 2006 года в Сиэтле Артуром Окс Сульцбергом младшим, Биллом Гейтсом и Томом Бодкином. В 2009 The Times Reader 2.0 была переписана в Adobe AIR. В декабре 2013 года, газета сообщила, что приложение The Times Reader прекратит свою работу 6 января 2014 года, и призвала пользователей приложения начать использовать приложение Today’s Paper.
В 2008 году «Нью-Йорк таймс» создала приложение для iPhone и iPod touch, которое позволило пользователям загружать статьи на своё мобильное устройство, что дало возможность читать газеты, даже когда пользователи не могли получить сигнал. В апреле 2010 года, «Нью-Йорк таймс» объявила, что начнёт издавать ежедневный контент через приложение Ipad. По состоянию на октябрь 2010 года, приложение New York Times iPad — находится в свободном доступе, без платы за подписку и поддерживает рекламу.
В 2010 году газета также запустила приложение для Android смартфонов.

## Остановки печати
В связи с праздниками, номера не были напечатаны 23 ноября 1851, 2 января 1852; 4 июля 1852; 2 января 1853; 1 января 1854 г.
Из-за забастовки, регулярно издаваемое издание «Нью-Йорк таймс» не было напечатано в следующие периоды: с 9 декабря 1962 года по 31 марта 1963 года только западное издание было опубликовано в связи с забастовкой в 1962-63 в Нью-Йорке.
С 10 августа 1978 по 5 ноября 1978 года забастовщики нанесли удар и закрыли три крупные Нью Йоркские газеты. Ни одно издание «Нью-Йорк таймс» не было напечатано. За два месяца забастовки появилась пародия на газету The New York Times, издававшаяся в Нью Йорке и называвшаяся «Not The New York Times», в этом издании принимали участие Карл Бернстайн, Кристофер Серф, Тони Хендра и Джордж Плимптон.

## Награды
New York Times получила 117 Пулитцеровских премий — больше, чем какая-либо другая газета. Премия присуждается за выдающиеся достижения в области журналистики в различных категориях.
Среди награждённых материалов в категории «Международный репортаж» присутствовали и репортажи из России:
- 2017: За материалы о путинском режиме в России[69]
- 2020: За «разоблачение хищничества режима Владимира Путина»[70]

New York Times также четыре раза получала премию Пибоди, включая одну награду лично для Джека Гулда в 1956 году.

## Политические предпочтения
Согласно данным опроса общественного мнения, проведённого в 2007 году Rasmussen Reports о политических убеждений СМИ: 40 % респондентов считает, что «Нью-Йорк Таймс» имеет либеральные предпочтения; 20 % опрошенных считают, что у газеты нет политической окраски; 11 % людей верят, что газета имеет консервативный уклон. В декабре 2004 года Калифорнийский университет, проведя исследования, дал газете The New York Times 63,5 балла по 100-балльной шкале (0 — наиболее консервативный уклон и 100 — наиболее либеральный уклон). Special Report, вечерняя программа на Fox News, в сравнении, получила 39,7 балла. В середине 2004 года общественный редактор газеты Окрент, Дэниел написал мнение, в котором он сказал, что «Нью-Йорк таймс» имела либеральный уклон в освещении новостей некоторых социальных вопросов, таких как аборты и разрешение однополых браков. Он также заявил, что этот уклон отражается в космополитизме газеты. Окрент не стал комментировать подробно вопросы о предвзятости в освещении других «важных политических новостей», таких как вопросы налогово-бюджетной политики, внешней политики или вопрос гражданских свобод, но заявил, что освещение газетой войны в Ираке было недостаточно критическим по отношению к администрации Буша.

### Война в Ираке
Через год после начала войны в Ираке газета утверждала, что некоторые из её статей не были столь же строгими, как они должны были быть, и были достаточно квалифицированными и часто чрезмерно зависящими от информации от Иракской стороны, которая желала смены режима. Репортёр Джудит Миллер ушла в отставку после критики, что её статья в преддверии войны в Ираке была фактически неточной и чрезмерно благоприятной для позиции администрации Джорджа Буша, в чём позже «Нью-Йорк таймс» извинился. Один из основных источников Миллер был Ахмед Челеби, иракский экспатриант, который вернулся в Ирак после американского вторжения и занимал ряд должностей в государственных органах с мая 2005 года по май 2006 года.

### Израильско-палестинский конфликт
Исследование 2003 года Гарвардского Международного журнала политики привело к выводу, что статьи «Нью-Йорк таймс» были более благоприятными для израильтян, нежели для палестинцев. Некоторые утверждают и относят газету к пропалестинской, другие же считают, что она — произраильская, в охвате новостей израильско-палестинского конфликта. Политологи Джон Миршеймер и Стивен Уолт утверждают, что «Нью-Йорк таймс» иногда критикует политику Израиля, и не всегда объективно, но тем не менее она остаётся произраильской. С другой стороны, Центр Симона Визенталя подверг критике «Нью-Йорк таймс» за то, что газета издала карикатуры в отношении израильско-палестинского конфликта, которые, по утверждениям, имели антисемитский характер. Премьер-министр Израиля Биньямин Нетаньяху отверг предложение написать статью для газеты на основании отсутствия объективности. Общественный редактор «Нью-Йорк таймс» Кларк Хойт, сделал вывод и опубликовал его в своей колонке 10 января 2009 года: «Хотя наиболее голосистые сторонники Израиля и Палестины не согласятся, но я думаю, что газета „Нью-Йорк Таймс“, в значительной степени, будучи отстранённой от сражения и печатая на фоне хаоса войны, пыталась делать свою работу как можно лучше, сбалансирование и полнее — что ей в значительной степени и удалось».

### Балканский и антисербский уклон
Бывший журналист «Нью-Йорк таймс» Даниэль Симпсон подверг критике уклон газеты в представлениях войны в Югославии в 1990 годах. Особенно критически он был настроен из-за анти-сербского уклона газеты и опубликовал книгу «Грубое руководство к тёмной стороне: или почему я оставил свою работу в „Нью-Йорк таймс“», в которой он объясняет соответствующие вопросы. Он также утверждал, что ему было предложено сообщить о предполагаемой торговле оружием массового поражения между Сербией и Ираком, которые оказались ложными, а его попытки в написании более нейтральных статей, были отклонены.

### Вторая мировая война
4 ноября 2001 года, в 150-летний юбилей «Нью-Йорк таймс» бывший исполнительный редактор Макс Френкель написал о том, что до и во время Второй мировой войны, «Таймс» проводило последовательную политику минимизации статей о Холокосте в своих новостных страницах. Лаурель Лефф, доцент факультета журналистики Северо-Восточного университета пришёл к выводу, что газета «Таймс» преуменьшала значение нацистской Германии в геноциде еврейского народа. Её книга «Buried by the Times» (2005) предоставляет документы и показывает тенденцию «Нью-Йорк таймс» до, во время и после Второй мировой войны, которые скрывали новости в повседневных изданиях о продолжающихся преследованиях и уничтожения евреев. Лаурель Лефф объясняет этот факт и недостаток из-за частично сложных личных и политических взглядов еврейского издателя газеты, Артура Хейс Салзбергера, касательно евреев, антисемитизма и сионизма.
Во время войны журналист «Нью-Йорк таймс» Уильям Л. Лоуренс был «на зарплате военного ведомства».

### Отрицание голода на Украине
«Нью-Йорк таймс» была подвергнута критике за работу репортёра Уолтера Дюранти, который занимал должность начальника Московского бюро «Нью-Йорк Таймс» с 1922 по 1936 год. Дюранти написал в 1931 году серию статей и репортажей о Советском Союзе и получил Пулитцеровскую премию за свою работу в то время; однако его критиковали за отрицание массового голода, в особенности украинского голода в 1930-х годах. В 2003 году, после заседания совета Пулитцеровской премии, расследование возобновилось, «Нью-Йорк таймс» нанял Марка фон Хагена, профессора русской истории в Колумбийском университете, чтобы он пересмотрел работы Дюранти. Фон Хаген сделал выводы, что работы Дюранти несбалансированные и неаргументированные, и что слишком часто можно увидеть поддержку сталинской пропаганды. В комментариях для прессы он заявил: «Ради чести „Нью-Йорк таймс“, они должны вернуть приз обратно».

## Издатели
- 1896—1935: Адольф Окс[англ.]
- 1935—1961: Артур Хейс Сульцбергер[англ.], зять предыдущего
- 1961—1963: Орвил Драйфус[англ.], зять предыдущего
- 1963—1992: Артур Окс «Панч» Сульцбергер[англ.], сын предпредыдущего.
- 1992—2017: Артур Окс Сульцбергер-младший, сын предыдущего.
- 2018—н. в.: Артур Грегг Сульцбергер[англ.], сын предыдущего.

## Критика
7 июля 2018 года президент США Дональд Трамп в социальной сети «Твиттер» заявил, что газеты The New York Times и The Washington Post обречены покинуть рынок массмедиа из-за склонности к созданию «фейковых новостей». Назвав первую газету «лажающей» (англ. failing), вторую — «пропагандистской машиной Amazon» (англ. propaganda machine for Amazon), Трамп призвал социальную сеть избавиться от аккаунтов этих СМИ в рамках общей политики по закрытию фейковых учётных записей.
26 июня 2020 года корреспонденты газеты The New York Times Чарли Савадж, Эрик Шмитт и Майкл Шмитц со ссылками на собственные источники заявили, что Главное управление Генерального штаба Вооружённых Сил Российской Федерации тайно предлагало боевикам, связанным с запрещённым в России движением «Талибан», вознаграждения за убийство военных коалиции в Афганистане, включая США. В свою очередь президент США Дональд Трамп 29 июня со ссылкой на разведку США опроверг данные заявления отметив, что «возможно, это ещё одна сфабрикованная мистификация по теме России, которую устроила лживая газета The New York Times, чтобы очернить республиканцев». В тот же день пресс-секретарь президента России Дмитрий Песков отметил, что «в очередной раз можем выразить сожаление, что когда-то уважаемые и высококлассные мировые СМИ в последние годы не гнушаются публиковать утки», а МИД России указало: «Этот незатейливый вброс наглядно иллюстрирует низкие интеллектуальные способности пропагандистов от американской разведки, которым вместо изобретения чего-либо более достоверного приходится придумывать подобную чушь».

## Примеры скандалов

### 2018 год
2 августа 2018 года The New York Times отказались увольнять редактора Сару Джеонг после расистских записей в социальной сети «Twitter», в которых девушка всячески оскорбляла людей европеоидной расы, называя их «дерьмом» (англ. "white man are bullshit") и призывая «отменить белых людей» (англ. "#CancelWhitePeople"). Отказ объяснялся тем, что это была «форма самообороны».

### 2019 год
3 ноября 2019 года The New York Times использовали в материалах карту Украины, на которой отсутствовал полуостров Крым, присоединённый Российской Федерацией в 2014 году. В ответ на это Посольство Украины в США заявило, что: «New York Times играет на руку российской пропаганде», прокомментировав это так: «Правда — в том, что Крым — это Украина! Ошибка должна быть исправлена».

### 2020 год
3 апреля 2020 года The New York Times опубликовала на официальном сайте карту мира со статистикой заражения вирусом «COVID-19», в которой Украина была изображена без полуострова Крым. Дипломаты из Посольства Украины в США потребовали изменить изображение на политически корректное. На данный момент, аннексированный полуостров «возвращён» Украине.
21 апреля 2020 года The New York Times привёл в качестве материала неозвученное расследование, согласно которому, «из-за COVID-19 уровень смертности в Стамбуле поднялся в сравнении с 2018 и 2019 годами». Новость вызвала фурор в Турции, так как правительство не давало точных цифр по этому вопросу.

### Плагиат
В мае 2003 года репортёр The New York Times Джейсон Блэр был вынужден уйти в отставку из газеты, после того как был пойман на плагиате и фабрикации элементов его рассказов. Некоторые критики утверждают, что происхождение Блэра было главным фактором, обусловившим его приём на работу и первоначальное нежелание редакции увольнять его.